# Парспатуник
Парспатуник (арм. Պարսպատունիք(Parspatuniq), лат. Parasapatene, Parspatunik; Патспаруник, Парпаруник, (возможно, также был известен как Басоропеда или Басолропеда) — крупнейшая (550 км²) область, после 72 года — наместничество, затем нахарарство (княжество) Великой Армении, владевшее двумя областями[уточнить] (Арасбаран и Маранд) в провинции Васпуракан. Принадлежало княжескому роду Парспатуни (Парспуни, Парспаруни), который упоминается еще в гахнамаке из «Деяний Нерсиса», датируемом временем царствования Аршака II (350-368 гг.).

## Географическое положение
Сурен Еремян отождествлял Парспатуник с Басолропедой, хотя существует и другая версия, согласно которой Басолропеда идентична исторической области Васпуракан и находилась западнее озера Урмия.
Лесистая горная цепь Парспатуника(Matiani mts.) была также известна в древности как Αρμενιωο Ορη - Арминийские горы, в которых был проход Αρμενιων πυλών - Армянские ворота(Հայոց Դարպասներ), что было описано в III веке до нашей эры древне-греческим автором Эратосфеном(280-202 до н.э.) и вновь упоминается мусульманским историографом XIV века Хамбаллой Газвини
Название области Парспатуник означало на армянском  "Персидская стена" от слов Парс(Персидский) и пат(стена), подразумевавшее Карадагские горы в древности называемые Арминийскими горами.
Роберт Хьюсен (R. H. Hewsen) располагает Парспатуник между реками Аракс (с севера) и Карасу (с востока) и Парфянским царством на юге. На севере, по реке Аракс, княжество граничило с ашхарами (провинциями) Арцах , Сюник и Айрарат, на западе с княжеством Аматуник и провинцией Нор-Ширакан (Парскаайк), на востоке с провинцией Пайтакаран (Каспк).
Современная историческая область Парспатуник в Карадаге находится на территории Ирана и была покинута большинством армянского населения в период репатриации 1946-1947 гг. На территории области сохраняется большое количество памятников армянской архитектуры. По представлениям проживавших здесь до репатриации армян, Карадаг был частью гавара Парспатуник правинции Васпуракан.
Оставшееся армянское население Парспатуника(Карадага) сконцентрировано в горном районе , на границе иранских провинций(останов) Ардабиль и Восточный Азербайджан.

## История
В древности основная территория Парспатуника (современный Карадаг) входила в состав скифского государственно-племенного образования Ишкуза(Ашгузай) на территориях равнинного Дагестана, Восточного Закавказья и северо-западе совр. Ирана. В западной части Парспатуника, Маранде, располагался центр древней области Сангибуту Улху. Затем эти области входили в состав царства Биайнили (Арарту, Урарту). Впоследствии снова оказались во власти скифов. Позже вошли в состав Мидии, затем в состав Персидской империи Ахеминидов. После раздела империи Александра Македонского, Парспатуник стал частью Мидии-Атропатены.

После того, когда Арташес I-й добился полной независимости Великой Армении от Селевкидов,территория Парспатуника былa отнята в Восточном походе у Атропотены и присоединенa к Армянскому царству Арташеса I-го. 
После первого аланского похода в 72 году, царь Трдат I переселил часть населения Парспатуника, которое оказалось на деле не лояльным Аршакидам, в центральные области Армении и превратил область в наместничество. Переселение было осуществлено в особой политической обстановке, когда правители Армении (Трдат I), Атропотены (Пакор II) и царь Парфии(шахиншах Персии) (Вологез I) были родными братьями (дети Вонона II) и действовали сообща против "северных" соседей. 
Княжеский род Парспатуни вёл своё происхождение по одной линии от скифских царей, а по второй линии происходил от матиенских царей Сангибуту. Население Парспатуника в основном состояло из различных иранских племён и мидийцев. Армянскoe население было сконцентрировано в городах и в горных сёлах возле крепостей, где остатки его сохранились и по сей день в современном Иране. Подобный этнический состав населения Парспатуника, объясняет тот факт, что несмотря на свои обширные владения, нахарар Парспатуни отправлял в армию царя Великой Армении всего лишь 50 конных воинов. Так же этот факт, запечатлённый в Зоранамаке, показывает нам, что иранские племена не были военнообязанными в Армянском царстве и не несли постоянной военной службы.
Став удельными князьями, нахарары Парспатуни объединили[уточнить] под своей властью гaвары (области) Парспатуник и Маранд, избрав своей столицей центр Маранда город Бакуракерт (греко-римская Филадельфия).
По своему географическому положению Парспатуник оказался на границе между Арменией и Парфянским царством к концу первой четверти III века н.э. в связи с поглощением Парфии Сасанидами. В V—VI веках область являлась 26-м гаваром и княжеством (нахарарством) провинции Васпуракан армянского марзпанства,  о чем упоминает армянский географ и историк VII века Анания Ширакаци в своём «Ашхарацуйце». Затем, в более позднее время, под властью Арабского халифата, область уже не включается в пределы армянского княжества Васпуракан. Население Парспатуника было значительно исламизировано во времена Халифата.
К XVI веку Карадаг и Маранд фиксируются как, соответственно, полунезависимый и удельный (ульке) султанаты Сефевидского государства.
В горно-лесистой части Парcпатуникa (Карадагa), прилегающей к правому берегу Аракса, вплоть до конца Первой мировой войны существовали небольшие армянские меликства
Некоторые из армянскиx меликств Карадага (Парcпатуника) были основаны переселенцами меликами из Карабаха. Известны 2 или 3 армянские деревни меликов Касумянов, переселившихся в персидский Карадаг из Карабаха после его присоединения к Российской империи.